# Szellem a házban (film)
A Szellem a házban (Howards End) 1992-ben bemutatott brit–japán–amerikai filmdráma James Ivory rendezésében. A forgatókönyvet E. M. Forster azonos című műve alapján Ruth Prawer Jhabvala írta.

## Szereposztás
| Szerep            | Színész              | Magyar hang        |
| ----------------- | -------------------- | ------------------ |
| Henry Wilcox      | Anthony Hopkins      | Reviczky Gábor     |
| Ruth Wilcox       | Vanessa Redgrave     | Fodor Zsóka        |
| Helen Schlegel    | Helena Bonham Carter | Kökényessy Ági     |
| Margaret Schlegel | Emma Thompson        | Kútvölgyi Erzsébet |
| Leonard Bast      | Samuel West          | Rékasi Károly      |
| Charles Wilcox    | James Wilby          | Csuja Imre         |
| Jemma Redgrave    | Nicola Duffett       | Détár Enikő        |
| Dolly Wilcox      | Susie Lindeman       | Biró Anikó         |
| Tibby Schlegel    | Adrien Ross Magenty  | Fekete Zoltán      |
| Paul Wilcox       | Joseph Bennett       | ?                  |
| Miss Avery        | Barbara Hicks        | ?                  |
| Paul Wilcox       | Joseph Bennett       | ?                  |
| Percy Cahill      | Mark Payton          | ?                  |
| Annie             | Jo Kendall           | Némedi Mari        |
| Fussell ezredes   | Peter Cellier        | Pusztai Péter      |
| Juley néni        | Prunella Scales      | Kassai Ilona       |
| Zenei előadó      | Simon Callow         | Barbinek Péter     |

## Díjak és jelölések
Oscar-díj (1993)
- díj: legjobb női főszereplő kategóriában (Emma Thompson)
- díj: legjobb adaptált forgatókönyv kategóriában (Ruth Prawer Jhabvala)
- díj: legjobb látványtervezés kategóriában (Ian Whittaker, Luciana Arrighi)
- jelölés: legjobb film kategóriában (Ismail Merchant)
- jelölés: legjobb női mellékszereplő kategóriában (Vanessa Redgrave)
- jelölés: legjobb rendező kategóriában (James Ivory)
- jelölés: legjobb operatőr kategóriában (Tony-Pierce Roberts)
- jelölés: legjobb kosztümtervező kategóriában (Jenny Beaven, John Bright)
- jelölés: legjobb eredeti filmzene kategóriában (Richard Robbins)

Golden Globe-díj (1993)
- díj: legjobb drámai színésznő kategóriában (Emma Thompson)
- jelölés: legjobb filmrendező kategóriában (James Ivory)
- jelölés: legjobb drámai film kategóriában
- jelölés: legjobb forgatókönyv kategóriában (Ruth Prawer Jhabvala)

BAFTA-díj (1993)
- díj: legjobb női főszereplő kategóriában (Emma Thompson)
- díj: legjobb film kategóriában (Ismail Merchant, James Ivory)
- jelölés: legjobb férfi mellékszereplő kategóriában (Samuel West)
- jelölés: legjobb női főszereplő kategóriában (Helena Bonham Carter)
- jelölés: legjobb operatőr kategóriában (Tony Pierce-Roberts)
- jelölés: legjobb jelmeztervező kategóriában (Jenny Beavan, John Bright)
- jelölés: legjobb rendező kategóriában (James Ivory)
- jelölés: legjobb vágó kategóriában (Andrew Marcus)
- jelölés: legjobb smink kategóriában (Christine Beveridge)
- jelölés: legjobb díszlet kategóriában (Luciana Arrighi)
- jelölés: legjobb adaptált forgatókönyv kategóriában (Ruth Prawer Jhabvala)

Cannes-i fesztivál (1992)
- díj: A Nemzetközi Filmfesztivál 45. évfordulós díja – James Ivory
- jelölés: Arany Pálma – James Ivory